# مسعط المشرحين
مسعط المشرحين أو منشقة المشرحين (بالإنجليزية: Anatomic snuffbox)‏ عبارة عن انخفاض عميق مثلثي الشكل على الوجه الظهري الكعبري لليد بمستوى عظام الرسغ وبالتحديد بمستوى العظمين العظم القاربي والعظم المربعي اللذان يشكلان أرضية الانخفاض.
سبب تسميتها snuff : هو ان متعاطي المخدرات من نوع البودرة كان يضعونها في هذه المنطقة ثم يستنشقونها .

## معرض صور

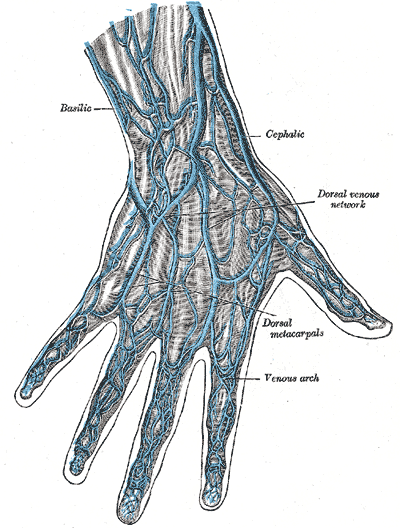
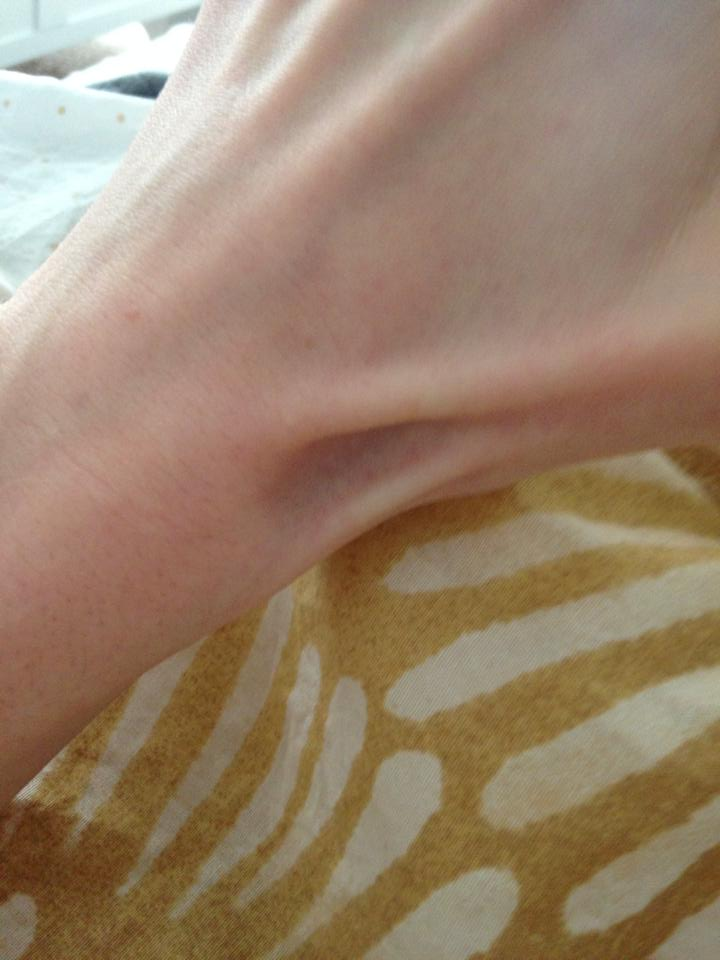
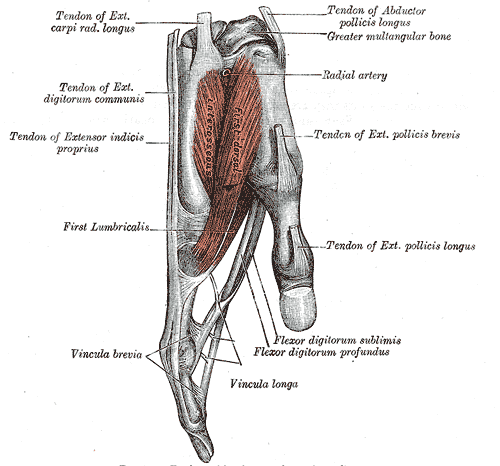